# Újvárosi római katolikus plébániatemplom
Az Urunk Színeváltozása templom egy klasszicista épület Győrben.

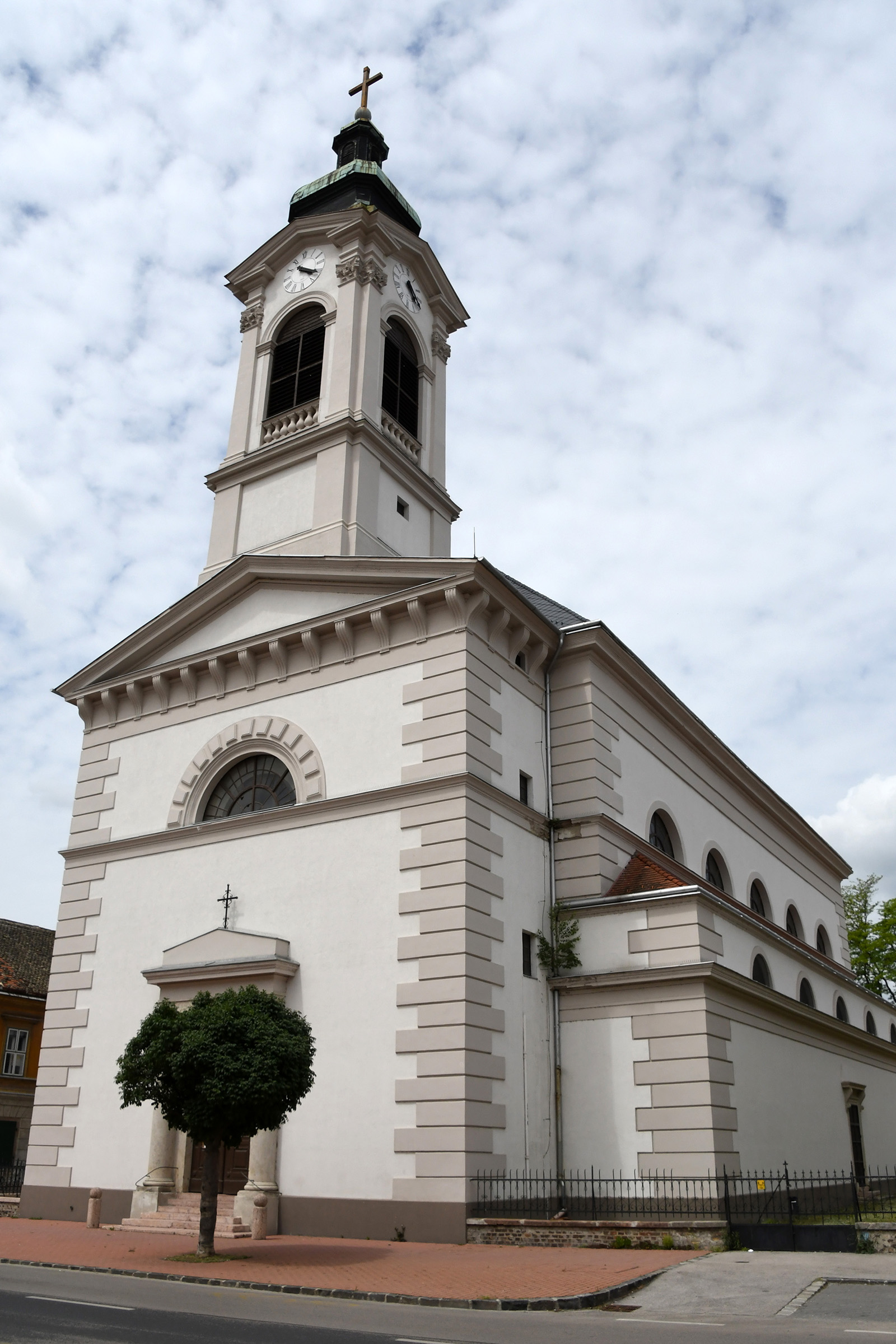

## Története

### Az első templom
1696-ban, a mostani Kossuth utcai zsinagóga helyén építették a "Salvator" isteni Megváltó tiszteletére a kicsi, de szép "ötkaréjos" gót stílusú templomot.

### A második templom
A birtokba adott templomot, melyet az evangélikusok 1705-ben építettek a Rábca partján, a már katolikus templomot 1749-ben szentelték fel Szent József tiszteletére, azóta is a harmadik, az az a mai templomot is "József" templomnak nevezik.

### A harmadik templom
Mivel a lakosság rohamosan növekedett, ezért elhatározták egy új templom megépítését a mai helyén. Ennek titulusa: Urunk színeváltozása. Épült: 1835-41 közt, neoklasszicista stílusban. Ez lett Győr második legnagyobb temploma. Alapterülete 660 négyzetméter, tervezte Fruhhmann Antal, templomépítő plébános Hetsey József, (sírja az újvárosi temetőben található).
Az újvárosi római katolikus plébániatemplom Győrben, az Újváros nevű városrész főutcájának, a Kossuth utcának középső szakaszán, a 42. szám alatt áll. A klasszicista építészet egyik legszebb győri emléke.
A templom 1836-41 közt épült Frumann Antal tervei alapján az evangélikusok első ismert győri temploma helyén. A klasszicista stílusú templom főhomlokzatát vakolatkváderes és enyhe kiülésű párkány két részre osztja. Az erőteljes zárópárkány fölött, az eresz vonalában lapított timpanon látható. A templom kapuja dór oszlopos, a kaputengyelyben az osztópárkány felett félköríves ablak töri meg a homlokzatot. A templom karcsú, hagymasisakos tornya homlokzati elhelyezésű. A szentély külső falán egy barokk vörösmárvány dombormű található, alig olvasható francia nyelvű szövege arról tudósít, hogy „Baron de George Guilleume de Somerlatte” magas rangú francia tiszttel kapcsolatban emelték, aki 1685-1738 közt élt. A szövegből nem derül ki, hogy síremlék vagy csupán emléktábla.
Szent József kultusza Győr-Újvárosban nagyon régi. A mai templom helyén állt egykor Újváros második temploma, melyet 1749-ben szenteltek fel Szent József tiszteletére, az evangélikusok első ismert győri temploma helyén. Hogy miért Szent József tiszteletére? Valószínűleg az akkor uralkodó II. József  "kalapos" király miatt is. (Ekkoriban a templom segítője és fenntartója a város kegyura volt).A rohamosan fejlődő városrész növekvő létszáma miatt, e templom kicsinek bizonyult. Ezért elhatározták egy új templom megépítését a mai helyén, melyet Urunk színeváltozásának tiszteletére emeltek. A templom 9 mellék-kápolnájából Szent József tiszteletére is emeltek egy oltárt. A mai templom melyet 1835-től, 1841-ig építettek, máig Győr második legnagyobb temploma. Nemhiába: Szent József kultusza annyira erős és hű maradt, hogy a mostani templomot is "József" templomnak nevezik.
A mai templomban megtalálható a fő oltáron Szent István diakónus szobra (Győr védőszentje) és a város címere, mert akkoriban a templom építését a város kegyura fizette. Ezért helyezték  el a város címerét a templomban, ami a főhajó fölött van a mai napig.
Szent István egyházunk első vértanúja. Az apostolok által kiválasztott hét segítő szerpap egyike. Krisztus nevéért kövezték meg, a szeretet-szolgálatban eltöltött ifjú életét bátor tanúságtétellel koronázta meg. A reá zúduló kövek között nyerte el a győzedelmi koszorút, hitünk első vértanújaként. A hittérítők és a papságra készülők pártfogója.
Az egyhajós templom mindkét oldalán kápolnák sora található. A Transfiguratiót ábrázoló főoltárkép Hemmerlein műve. A szentély két oldalfalán lévő freskók 1858-ból származnak, Franz Lair alkotásai. A jobb oldali Szent László forrásfakasztását, a bal oldali a Szent Korona felajánlását jeleníti meg. A jobb oldali kápolnák egyikében az oltár felett szép Szent Család kép látható, feltehetőleg olasz mester alkotása. A templom orgonáját a pozsonyi Klöckner Károly építette, 1852-53-ban. Az orgona ma is eredeti állapotában működik. Műemlék jellegű, valamint a város egyik legszebb hangú orgonájának számít. A szentély külső falán egy barokk vörösmárvány dombormű található, alig olvasható francia nyelvű szövege arról tudósít, hogy Baron de George Guilleume de Somerlatte magas rangú francia tiszttel kapcsolatban emelték, aki 1685-1738 közt élt. A szövegből nem derül ki, hogy síremlék vagy csupán emléktábla. Érdekesség: Ebben a templomban imádkozott s volt szentmisén Ferenc József császár, még herceg korában.
E templom a Szűzanya temploma is. A Templom bal oldali kápolnájában található egy Szűz Mária kegykép, melyhez sok ima meghallgatás kötődik. Az Újvárosiak az Újvárosi Segítő Szűzanyának nevezték/nevezik. Tisztelete elhalványult, most 2011-ben kezdtük el tiszteletét újra elindítani. Bízzunk benne, hogy imáink újra meghallgatásra találnak az Újvárosi Segítő Szent Szűz közbenjárására. Nagy örömünkre 2012-ben két ének is íródott az Újvárosi Segítő Szűzanyához, melyek segítenek bennünket a Szűzanya tiszteletében elmélyülni. Kérjük mi is közbenjárását! Honlapunkon megismerkedhet templomunk történetével, értékeivel, az egyházközség életével, közösségünkkel.
A templomnak 2 harangja van: A nagyobbik 1200 kg-os tömegével a város második legnagyobb tömegű harangja, alsó átmérője  129 cm, 1973-ban Gombos Lajos öntötte Őrbottyánban. Mellette található a Szent József tiszteletére felszentelt 400 kg-os, 82 cm alsó átmérőjű lélekharang, melyet Szlezák László öntött 1927-ben. A harangok megtört, öntöttvas jármon fém harangszéken ülnek.